# Повторные и новые парламентские выборы в Азербайджане (февраль 1999)
Повторные и новые парламентские выборы в Азербайджане (1999) — повторные и новые парламентские выборы, проведенные в Азербайджанской Республике в феврале 1999 г. для заполнения вакантных мест.
После Парламентских выборов 1995—1996 г, Расул Гулиев, член партии «Новый Азербайджан», избранный по 3-му Хатаинскому избирательному округу № 11  первого созыва и председатель Национального Собрания Азербайджана, в 1996 году написал прошение в Милли Меджлис об отставке с поста председателя и эмигрировал в США. Прошение об отставке было рассмотрено Национальным Собранием 11 сентября 1996 года и было принято. Решением, принятым на заседании Национального Собрания Азербайджана 16 декабря 1997 года, Расул Гулиев был признан утратившим депутатские полномочия. Также 17 августа 1998 года скончался  Ю. Самедоглу, независимый депутат, избранный по 26-му Первому Насиминскому избирательному округу. На освободившиеся места обоих депутатов были назначены повторные и новые выборы.

## Кандидаты
Первоначально новые выборы были назначены на 26 июля 1998 года Указом Президента Азербайджана Гейдара Алиева № 702 от 30 апреля 1998 года для заполнения места, освобожденного депутатом Расулом Гулиевым. Позднее на места, освобожденные депутатом Ю. Самедоглу и депутатом Расулом Гулиевым, указом Президента Азербайджанской Республики Гейдара Алиева на 21 февраля 1999 года были назначены повторные выборы по Третьему Хатаинскому избирательному округу № 11, а указом № 20 от 19 ноября 1998 года на 21 февраля 1999 года были назначены новые выборы по Первому Насиминскому избирательному округу № 26.
"Партия демократической независимости Азербайджана" и партия «Новый Азербайджан» решили принять участие в выборах. 18 января 1999 года Центральная избирательная комиссия объявила списки кандидатов по обоим округам.
По Третьему Хатаинскому избирательному округу № 11 баллотировались 3 кандидата в депутаты. Двое из них были членами "Партии демократической независимости Азербайджана", а один — партии «Новый Азербайджан».
Кандидатами в депутаты от "Партии демократической независимости" были профессор Бакинского государственного университета Максим Абрамов, и заместитель главного редактора газеты «Республика» и генеральный секретарь Партии демократической независимости Азербайджана Гафар Мехтиев. Кандидатом в депутаты от партии «Новый Азербайджан» был доцент Бакинского государственного университета Тофик Гусейнов.
В Первом Насиминском избирательном округе № 26 баллотировались два кандидата в депутаты. Один из них был независимым кандидатом, а другой — членом партии «Новый Азербайджан». Независимым кандидатом был Бахдаш Набиев, а кандидатом, членом партии «Новый Азербайджан», был доцент Азербайджанского государственного педагогического университета Закир Сардаров.

## Результаты выборов
Распределение мандатов по политическим партиям
 Новый Азербайджан (100 %) Беспартийный (0 %) Партия Демократической Независимости Азербайджана (0 %)
Распределение мандатов по политическим партиям
 Новый Азербайджан (66,27 %) Партия Демократической Независимости Азербайджана (11,81 %) Беспартийный (21,92 %)
Результаты выборов были утверждены Центральной Избирательной Комиссией 24 февраля 1999 года решением № 106/403 и направлены в Конституционный Суд Азербайджана. Конституционный Суд Азербайджанской Республики рассмотрел и утвердил это решение 26 февраля 1999 года. По результатам выборов депутатом по Третьему Хатаинскому избирательному округу № 11 был избран Тофиг Гусейнов, а депутатом по Первому Насиминскому избирательному округу № 26 был избран Закир Сардаров. Оба депутата члены партии "Новый Азербайджан".

### Общее состояние
|                        | Третий Хатаинский № 11 | Первый Насиминский № 26 | Всего  |
| Избиратели             | 48 026                 | 47 620                  | 96 646 |
| Голоса                 | 26 695                 | 31 494                  | 61 189 |
| Активность избирателей | 61.8%                  | 66.1%                   | 63.97% |
| Число депутатов        | 1                      | 1                       | 2      |

### По партиям
| Партия                                            | Председатель     | Председатель | Собранные голоса | Процент голосов (%) | Число мандатов |
| ------------------------------------------------- | ---------------- | ------------ | ---------------- | ------------------- | -------------- |
| Новый Азербайджан                                 | Гейдар Алиев     | Гейдар Алиев | 40 548           | 66.27               | 2              |
| Партия Демократической Независимости Азербайджана | Мубариз Гурбанлы | Юнус Керимов | 7 228            | 11.81               | 0              |
| Беспартийный                                      |                  |              | 13 413           | 21.92               | 0              |
| Всего                                             | Всего            | Всего        | 61 189           | 100.00              | 2              |

### По округам

#### Третий Хатаинский № 11
| Партия                                            | Кандидат       | Собранные голоса | Процент голосов (%) |
| ------------------------------------------------- | -------------- | ---------------- | ------------------- |
| Партия Демократической Независимости Азербайджана | Гафар Мехтиев  | —                | —                   |
| Партия Демократической Независимости Азербайджана | Максим Абрамов | —                | —                   |
| Новый Азербайджан                                 | Тофик Гусейнов | 24 266           | 77.5                |
| Всего                                             | Всего          | 31 494           | 100.00              |

#### Первый Насиминский № 26
| Партия            | Кандидат       | Собранные голоса | Процент голосов (%) |
| ----------------- | -------------- | ---------------- | ------------------- |
| Беспартийный      | Бахдаш Набиев  | 13 413           | 44.4                |
| Новый Азербайджан | Закир Сардаров | 16 282           | 55.6                |
| Всего             | Всего          | 29 695           | 100.00              |